# Korán o židech a křesťanech

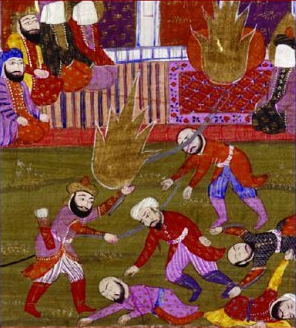
Masakr židovského kmene Banú Kurajzá je jedním z nejproblematičtějších momentů mezi Mohamedem a lidmi knihy - viz Seznam Mohamedových vojenských expedicí

Korán o židech a křesťanech hovoří v mnoha súrách, kde kodifikuje islámská pravidla ohledně chování k těmto menšinám v islámských zemích. Mohamed nazýval v Koránu židy a křesťany jako "Lidé Knihy" (ahl al-Kitab), neboť obě náboženské skupiny získaly od Boha knihy s náboženskými předpisy. Podle Koránu tyto knihy (Tóra, Žalmy, Evangelia; dále jen bible) jsou slovem Božím a pokud někdo pochybuje o pravdivosti Koránu, má si v bibli ověřit, zda slova Koránu jsou pravdivá.